# The Kitchen (pel·lícula)
The Kitchen és una pel·lícula dramàtica de ciència-ficció britànica del 2023 dirigida per Kibwe Tavares i Daniel Kaluuya a partir d'un guió del mateix Kaluuya i Joe Murtagh. La pel·lícula és protagonitzada per Kane Robinson, Jedaiah Bannerman, Hope Ikpoku Jr, Teija Kabs, Demmy Ladipo, Cristale i BackRoad Gee. S'ha subtitulat al català.
Es va projectar per primer al 67è Festival de Cinema de Londres el 15 d'octubre de 2023 i es va estrenar en una selecció de cinemes del Regne Unit el 12 de gener de 2024, abans del seu debut en estríming a Netflix el 19 de gener.